# Italiaans-Oost-Afrika
Italiaans-Oost-Afrika (Italiaans: Africa Orientale Italiana) was een Italiaanse kolonie, die ontstond nadat Ethiopië, dat kort daarvoor was veroverd in de Tweede Italiaans-Ethiopische Oorlog, in 1936 werd samengevoegd met Italiaans-Somaliland en Italiaans-Eritrea. In augustus 1940 werd Brits-Somaliland door de Italianen veroverd, waarna het aan de Oost-Afrikaanse kolonie werd toegevoegd.
Bestuurlijk was de kolonie onderverdeeld in zes gouvernementen (governatorati): Eritrea, Somalia, Galla-Sidamo, Harrar, Amhara en Scioa (tot 1939: Addis-Abeba).  
Na de overgave van Italië in Afrika tijdens de Tweede Wereldoorlog werd de soevereiniteit van Ethiopië hersteld. De andere landen werden na de overgave van Italië tijdelijk bestuurd door de Britten.
Nog steeds zijn er echter gebieden in Ethiopië waar Italiaans wordt gesproken. De rooms-katholieke godsdienst is door een kleine minderheid van de bevolking overgenomen.